# Ефанов, Иван Валерьевич
Иван Валерьевич Ефанов (род. 24 апреля 1988) — российский и украинский  дзюдоист, призёр чемпионатов Украины и России, мастер спорта России международного класса. Выступает за клуб «Динамо» (Севастополь).

## Спортивные результаты
- Чемпионат Украины по дзюдо 2008 года — ;
- Чемпионат Украины по дзюдо 2009 года — ;
- Чемпионат Украины по дзюдо 2011 года — ;
- Чемпионат Украины по дзюдо 2012 года — ;
- Чемпионат Украины по дзюдо 2013 года — ;
- Чемпионат России по дзюдо 2014 года — ;